# Kanton zenicko-dobojski
Kanton zenicko-dobojski – jeden z dziesięciu kantonów Federacji Bośni i Hercegowiny. Stolica znajduje się w Zenicy.

## Stosunki etniczne
- Boszniacy – 334 031 (83,6%)
- Chorwaci – 52 130 (13,0%)
- Serbowie – 10 180 (2,5%)
- inni – 3 151 (0,8%)

## Podział administracyjny
- Miasto Visoko
- Miasto Zenica
- Gmina Breza
- Gmina Doboj Jug
- Gmina Kakanj
- Gmina Maglaj
- Gmina Olovo
- Gmina Tešanj
- Gmina Usora
- Gmina Vareš
- Gmina Zavidovići
- Gmina Žepče